# سيلفانا روث
سيلفانا روث (بالإسبانية: Silvana Roth)‏ هي ممثلة أرجنتينية، ولدت في 17 فبراير 1924 بجنوة في إيطاليا، وتوفيت في 3 أبريل 2010 ببوينس آيرس في الأرجنتين.

## وصلات خارجية
- سيلفانا روث على موقع IMDb (الإنجليزية)